# Введенская церковь (Каргополь)
Введе́нская це́рковь — одноглавая православная белокаменная церковь XVIII века в городе Каргополь Архангельской области. Сейчас в ней размещается Краеведческий музей.

## История
В 1812 году в подвалах церкви хранилось вывезенное из Москвы имущество императорской семьи.
В 1933 году передан Каргопольскому историко-архитектурному и художественному музею-заповеднику. В настоящее время здесь располагается центральный выставочный зал музея.
Адрес музея: г. Каргополь, Октябрьский проспект, д. 54.

## Архитектура и убранство
Двухэтажное здание в строгом архаичном стиле. Первый этаж изначально использовался для хозяйственных нужд, в верхнем этаже проходили службы.